# Saint-Just-de-Claix
Saint-Just-de-Claix is een gemeente in het Franse departement Isère (regio Auvergne-Rhône-Alpes). De plaats maakt deel uit van het arrondissement Grenoble. Saint-Just-de-Claix telde op 1 januari 2022 1.381 inwoners. 

## Geografie
De oppervlakte van Saint-Just-de-Claix bedroeg op 1 januari 2022 11,59 vierkante kilometer; de bevolkingsdichtheid was toen 119,2 inwoners per km².

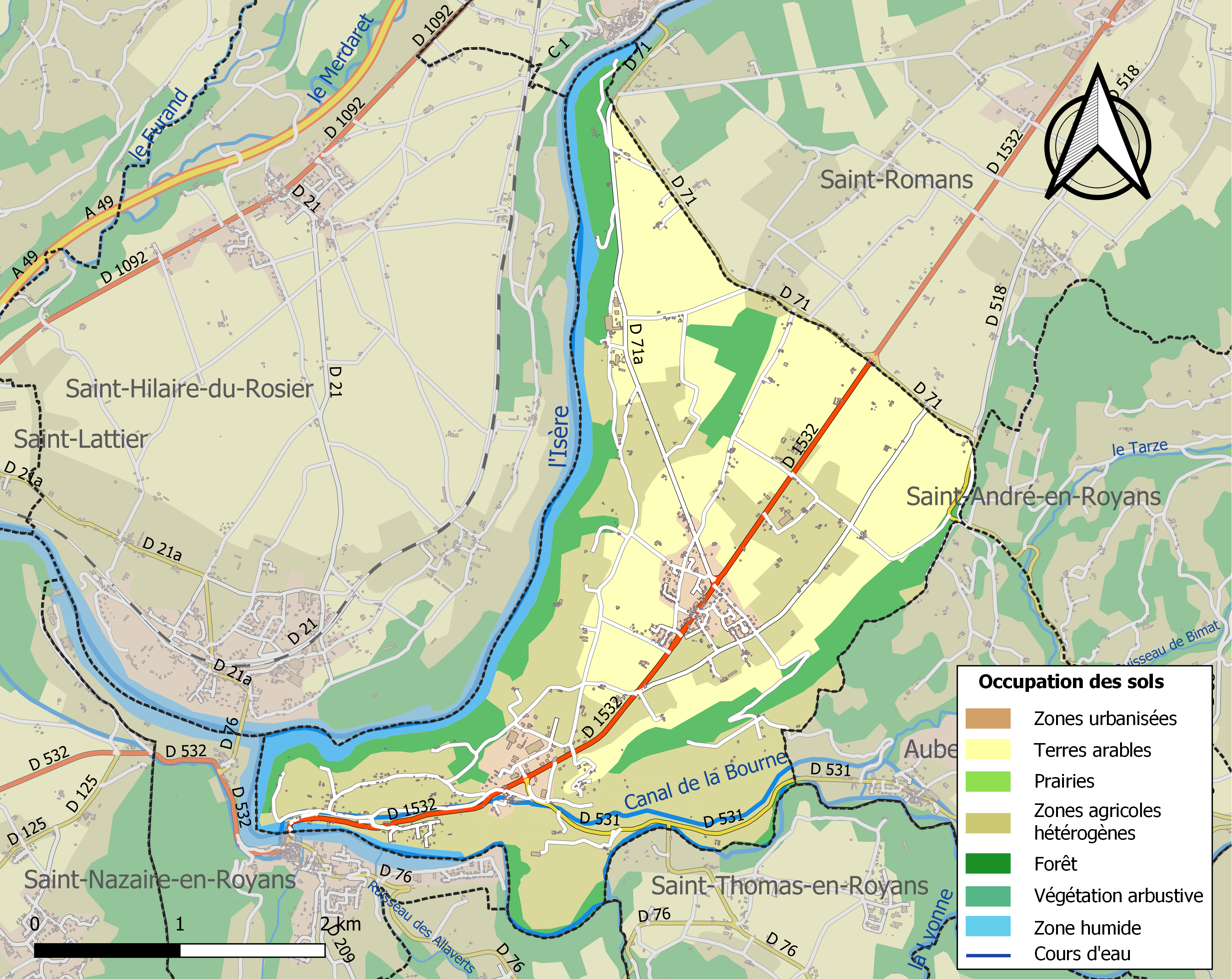
Kaart van de gemeente met de belangrijkste infrastructuur, bodemgebruik en omliggende gemeenten

## Demografie
Onderstaande figuur toont het verloop van het inwonertal (bron: INSEE-tellingen).